# Rebanhão (álbum)
Rebanhão é um demo tape do cantor Janires, inicialmente representando o que viria a ser, dois anos depois o primeiro álbum de sua banda, também chamada Rebanhão. Gravado numa produção claramente simples, mas foi a maneira que o Pr Pedro Liasch Filho e um irmão da Cristo Salva acharam de ajudá-lo, o disco é um dos primeiros registros do rock cristão no Brasil, variando, de várias vertentes até a MPB. Algumas das canções do trabalho foram regravadas nos dois primeiros álbuns de estúdio do Rebanhão - Mais Doce que o Mel e Luz do Mundo. Outras nunca foram regravadas.
"Nessa época a MPB experimentava um movimento de renovação decorrente da abertura política. A música de Janires revelava influências de Zé Rodrix, Taiguara, Ivan Lins, 14 Bis, Raimundo Fagner, Gonzaguinha, Mutantes, para não falar de Pink Floyd, Beatles, Genesis e tantos outros que naturalmente influenciaram a nossa geração", declarou o músico Paulo Marotta, ex-integrante do Rebanhão a respeito da musicalidade de Janires presente no disco.

## Faixas
Todas as faixas escritas, produzidas e arranjadas por Janires.
Lado A
1. "Taças de Cristais" - 3:27
2. "Aleluia" - 3:49
3. "Cara a Cara" - 2:50
4. "Arco-Íris" - 2:38
5. "Para Dançar (discoteca)" - 3:10

Lado B
1. "Ponte" - 3:42
2. "Castelo de Areia" - 2:55
3. "Eu Tenho uma Casa no céu" - 2:41
4. "General" - 4:06
5. "Disco Voador (Bebê de proveta)" - 2:33

## Ficha técnica[4]
Banda
- Janires Magalhães Manso - vocal, ovation, guitarra, produção musical, arranjos e mixagem
- Lurdinha - teclado
- Mike - baixo
- Carrá - bateria, percussão